# بلدة فيينا (مقاطعة جينيسي)
فيينا، مقاطعة جينيسي (بالإنجليزية: Vienna Township, Genesee County, Michigan)‏ هي بلدة تقع بولاية ميشيغان في الولايات المتحدة. تبلغ مساحتها 90.8 (كم²)، وترتفع عن سطح البحر 212 م، بلغ عدد سكانها 13108 نسمة في عام 2000 حسب إحصاء مكتب تعداد الولايات المتحدة وتصل الكثافة السكانية فيها 144.6 نسمة/كم2.

## وصلات خارجية
- http://www.viennatwp.com/
- The US50 - Cities and Towns in Michigan State
- Michigan Cities and Towns, Facts, Map, Flag, Colleges, Government, and More